# Lew Jefimowitsch Ustinow
Lew Jefimowitsch Ustinow (russisch Лев Ефимович Устинов; * 14. November 1923 in Moskau; † 9. Januar 2009 ebenda) war ein sowjetischer bzw. russischer Autor und Dramatiker.

## Leben
Ustinow diente während des Deutsch-Sowjetischen Krieges in der Armee. Nach der Demobilisierung im Jahr 1946 besuchte er das Maxim-Gorki-Literaturinstitut und war danach als Autor und Dramatiker tätig. Sein Hauptaugenmerk galt dabei Märchenstücken; so brachte der gebürtige Moskauer z. B. Anfang der 1960er Jahre zusammen mit Oleg Tabakow eine Verarbeitung von Schneewittchen auf die Bühne des Sowremennik-Theaters.
Ustinow schrieb über 30 Werke, die z. T. auch international gezeigt wurden. Er war damit der produktivste sowjetische Bühnenschriftsteller für ein junges Publikum. 1988 wurde ihm der Italienische Nationalpreis für Kinderliteratur verliehen. Ab den 1990er Jahren widmete er sich zunehmend der Prosa, orientierte sich jedoch thematisch weiterhin an seinem vorherigen Schaffen.
Ustinow starb am 9. Januar 2009 auf der Intensivstation des Botkin-Krankenhauses, wo er zehn Tage zuvor aufgrund eines Herzinfarktes eingeliefert worden war. Sein Grab befindet sich auf dem Donskoi-Friedhof.
Ustinows Sohn Sergei ist ebenfalls Dramatiker.

## Werke (Auswahl)

### Theaterstücke
- Das Honigfass (Botschka meda)
- Die geteilte Insel (Ostrow popolam)
- Das Kristallherz (Chrustalnoje serdze)
- Das Geheimnis des leuchtenden Steines
- Великий лягушонок (Weliki ljaguschonok)
- Недотрога (Nedotroga)
- Белоснежка и семь гномов (Belosneschka i sem gnomow) (Schneewittchen-Adaption)

### Märchen
- Лесная песенка (Lesnaja pesenka)
- Большая погоня (Bolschaja pogonja)

## Deutsche Hörspielfassungen
- 1981: Das Honigfass – Regie: Manfred Täubert (Hörspielbearbeitung, Kinderhörspiel – Rundfunk der DDR)
- 1982: Das Kristallherz (Langfassung) – Regie: Albrecht Surkau (Hörspielbearbeitung, Kinderhörspiel – Rundfunk der DDR)
- 1983: Der goldene Hund – Regie: Uwe Haacke (Hörspielbearbeitung, Kinderhörspiel – Rundfunk der DDR)
- 1989: Der goldene Hund – Bearbeitung und Regie: Angeli Backhausen (Hörspielbearbeitung, Kurzhörspiel – SR/SFB)